# Zuffa tra pompeiani e nocerini
La zuffa tra pompeiani e nocerini fu un tumulto occorso a Pompei nell'anno 59 e documentato anche da una pittura su una casa plebea negli scavi di Pompei, conservata oggi al Museo Archeologico Nazionale di Napoli.

## Storia
Tacito ricorda come in quell'anno, durante uno spettacolo di gladiatori nell'anfiteatro di Pompei, iniziarono alcuni screzi tra gli abitanti di Pompei e quelli di Nuceria Constantia. I primi erano infatti ancora risentiti per la deduzione a colonia di Nuceria Alfaterna (57), a svantaggio della vicina Pompei, che perse così parte del suo territorio agricolo.
Durante i giochi, dalle ingiurie si passò alle sassate e poi alle armi. Alla fine dei tumulti prevalsero i pompeiani, mentre furono soprattutto i nocerini i più danneggiati, e molti di essi rimasero uccisi o tornarono a casa feriti.
(Tacito, Annales liber XIV, 17)

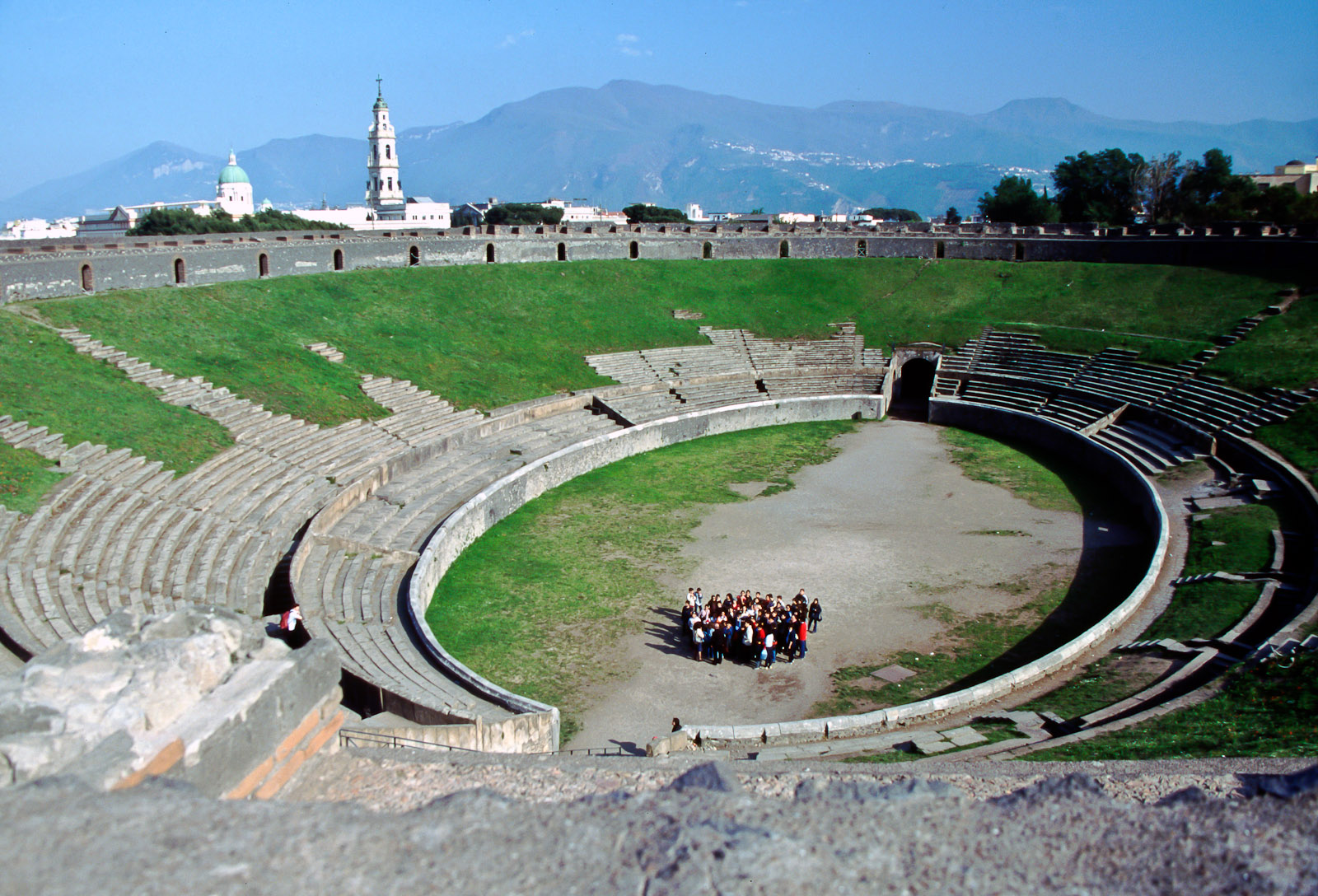
Anfiteatro di Pompei

L'imperatore Nerone portò la vicenda al Senato romano e venne deliberata la chiusura dell'anfiteatro pompeiano per dieci anni e lo scioglimento dei collegia; il senatore Livineio Regolo, organizzatore dei giochi, e gli altri incitatori della rissa vennero esiliati.
(Tacito, Annales liber XIV, 17)
L'interdizione dell'Anfiteatro fu poi ridotta a soli due anni, probabilmente per l'intervento di Poppea, che pare possedesse una villa da quelle parti (le è stata attribuita quella rinvenuta a Oplonti, a Torre Annunziata). Forse influì anche il terremoto di Pompei del 62.

## Testimonianze archeologiche

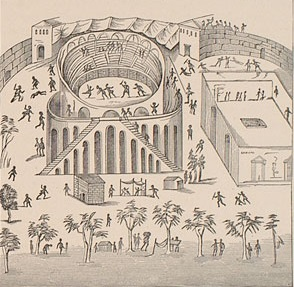
Disegno dell'affresco nella Casa della rissa (1899)

Da Pompei provengono diverse testimonianze archeologiche relative all'avvenimento.
La più famosa riguarda l'affresco Rissa nell'anfiteatro scoperto nella casa di Aniceto, meglio nota come Casa della pittura dell'anfiteatro o Casa della rissa nell'anfiteatro, uno dei pochi che mostra un'ambientazione realistica ed un episodio storicamente accertato: è ritratto fedelmente l'anfiteatro di Pompei, con le mura della città alle sue spalle e le due torri, da cui viene calato il velum per proteggere gli spettatori dai raggi solari; alla destra è raffigurata la grande palestra con piscina centrale.
Dalla Casa dei Dioscuri proviene un graffito che fa riferimento all'accaduto:
(CIL IV, 01293)